# Nati nel 1908/Ottobre
| Questa pagina contiene informazioni ricavate automaticamente dalle voci biografiche con l'ausilio del template Bio e di un bot. L'aggiornamento è periodico e automatico e ricostruisce completamente la pagina. Se manca una persona in questa lista, sei pregato di non aggiungerla, ma accertati piuttosto che la sua voce biografica contenga il template Bio e che i dati anagrafici siano correttamente compilati. Se il template Bio manca, inseriscilo tu stesso o, in alternativa, metti l'avviso {{tmp\|Bio}} che ne segnala la mancanza. Se i dati riportati sono sbagliati, correggi direttamente la voce biografica; le modifiche saranno visibili in questa lista entro pochi giorni. Per chiarimenti vedi il progetto biografie. La lista contiene solo le 154 persone che sono citate nell'enciclopedia e per le quali è stato implementato correttamente il template Bio. Pagina aggiornata al 18 mar 2025. |

- 1º ottobre - Paolo Bianchi, ciclista su strada italiano († 1972)
- 1º ottobre - Giuseppe Casoria, cardinale e arcivescovo cattolico italiano († 2001)
- 1º ottobre - Enzo Ceragioli, direttore d'orchestra, compositore e pianista italiano († 1999)
- 1º ottobre - Herman David Koppel, compositore e pianista danese († 1998)
- 1º ottobre - Giorgio Scarpati, pittore e illustratore italiano († 1987)
- 1º ottobre - Joseph Trần Văn Thiện, vescovo cattolico vietnamita († 1989)
- 2 ottobre - Fortunato Baldinotti, calciatore italiano († 1947)
- 2 ottobre - Michele Dixitdomino, pittore italiano († 2003)
- 2 ottobre - Arthur Erdélyi, matematico ungherese († 1977)
- 2 ottobre - Lino Gallino, calciatore italiano († 1975)
- 2 ottobre - Pietro Grifone, politico, antifascista e partigiano italiano († 1983)
- 2 ottobre - Ruth Roche, baronessa Fermoy, nobile britannica († 1993)
- 2 ottobre - Matteo Guido Sperandeo, vescovo cattolico italiano († 1987)
- 3 ottobre - Johnny Burke, paroliere statunitense († 1964)
- 3 ottobre - Ignacio Matte Blanco, psichiatra e psicoanalista cileno († 1995)
- 3 ottobre - Aníbal Muñoz Duque, cardinale e arcivescovo cattolico colombiano († 1987)
- 3 ottobre - Melvin Spencer Newman, chimico statunitense († 1993)
- 4 ottobre - Giuseppe De Luigi, pittore italiano († 1982)
- 4 ottobre - Giuseppe Maina, calciatore italiano († 1942)
- 4 ottobre - Petter Ravn, calciatore norvegese († 1985)
- 4 ottobre - Lisa Resch, sciatrice alpina tedesca († 1949)
- 4 ottobre - Gaetano Stammati, politico e dirigente pubblico italiano († 2002)
- 5 ottobre - Wilhelm Dieckvoß, astronomo tedesco († 1982)
- 5 ottobre - Joshua Logan, regista, sceneggiatore e produttore cinematografico statunitense († 1988)
- 5 ottobre - René Poyen, attore francese († 1968)
- 6 ottobre - Bjarne Henning-Jensen, regista, attore e drammaturgo danese († 1995)
- 6 ottobre - Carole Lombard, attrice statunitense († 1942)
- 6 ottobre - Philip Lombardo, mafioso statunitense († 1987)
- 6 ottobre - Sammy Price, pianista statunitense († 1992)
- 6 ottobre - Sergej L'vovič Sobolev, matematico sovietico († 1989)
- 6 ottobre - Luis de Souza Ferreira, calciatore peruviano († 2008)
- 7 ottobre - Fernando De Rosa, antifascista italiano († 1936)
- 7 ottobre - Sergio Pugliese, drammaturgo e giornalista italiano († 1965)
- 8 ottobre - Ugo Ciabattini, calciatore e aviatore italiano († 1936)
- 8 ottobre - Adolfo Dusi, calciatore e allenatore di calcio italiano († 1984)
- 8 ottobre - Aldo Ghizzetti, matematico italiano († 1992)
- 8 ottobre - E.E.Y. Hales, storico inglese († 1986)
- 8 ottobre - Mario Medici, docente e storico svizzero († 1984)
- 8 ottobre - Ezekias Papaioannou, politico cipriota († 1988)
- 8 ottobre - Vjačeslav Vasil'evič Ragozin, scacchista sovietico († 1962)
- 8 ottobre - Valentino Sala, allenatore di calcio e calciatore italiano († 2002)
- 9 ottobre - Werner von Haeften, militare tedesco († 1944)
- 9 ottobre - Daniel McDonald, lottatore e nuotatore canadese († 1979)
- 9 ottobre - Dick Schmüll, allenatore di pallacanestro olandese († 1990)
- 10 ottobre - Francesco Crucioli, militare italiano († 1937)
- 10 ottobre - Jozef Fabini, pittore slovacco († 1984)
- 10 ottobre - Johnny Green, compositore statunitense († 1989)
- 10 ottobre - Min Chueh Chang, biologo cinese († 1991)
- 10 ottobre - Stefano Oberto, presbitero e militare italiano († 1943)
- 10 ottobre - Fidel Ortíz, pugile messicano († 1975)
- 10 ottobre - Mercè Rodoreda, scrittrice spagnola († 1983)
- 10 ottobre - Marian Shockley, attrice statunitense († 1981)
- 11 ottobre - Oreste Bernardini, militare italiano († 1938)
- 11 ottobre - Cartola, cantante, compositore e chitarrista brasiliano († 1980)
- 11 ottobre - Donald Gibson, architetto britannico († 1991)
- 11 ottobre - Rosolino Grignani, calciatore e partigiano italiano († 1945)
- 11 ottobre - Ferruccio Maranesi, calciatore italiano
- 11 ottobre - Benno Rabinof, violinista statunitense († 1975)
- 12 ottobre - Carolina Catena, attrice italiana
- 12 ottobre - Margaret Nakhla, pittrice e artista egiziana († 1977)
- 12 ottobre - Antonio Marussi, matematico e geodeta italiano († 1984)
- 12 ottobre - Elisabeth Pletscher, attivista svizzera († 2003)
- 12 ottobre - Marie Šedivá, schermitrice cecoslovacca († 1975)
- 12 ottobre - Arthur Space, attore statunitense († 1983)
- 13 ottobre - Jan Foltys, scacchista cecoslovacco († 1952)
- 13 ottobre - Eduardo Ordóñez, allenatore di calcio e calciatore portoricano († 1969)
- 13 ottobre - José Sastre Perciba, calciatore spagnolo († 1962)
- 14 ottobre - Rudolf Ismayr, sollevatore tedesco († 1998)
- 14 ottobre - Giovanni Battista Scapinelli di Leguigno, arcivescovo cattolico e nobile italiano († 1971)
- 15 ottobre - Ty Anderson, hockeista su ghiaccio statunitense († 1989)
- 15 ottobre - Tito Manlio Bettini, veterinario italiano († 1986)
- 15 ottobre - Aldo Carlan, pittore italiano († 2004)
- 15 ottobre - María Teresa Castillo, giornalista, attivista e politica venezuelana († 2012)
- 15 ottobre - Ignazio Ferronetti, montatore e regista italiano († 1984)
- 15 ottobre - John Kenneth Galbraith, economista, funzionario e diplomatico canadese († 2006)
- 15 ottobre - Nereo Marini, allenatore di calcio e calciatore italiano († 1978)
- 16 ottobre - Robert Ardrey, scrittore, antropologo e drammaturgo statunitense († 1980)
- 16 ottobre - Carlo Cardazzo, editore, collezionista d'arte e mercante d'arte italiano († 1963)
- 16 ottobre - Jesús Castro, calciatore messicano
- 16 ottobre - Enver Hoxha, generale, rivoluzionario e politico albanese († 1985)
- 16 ottobre - Robert Martin, scrittore statunitense († 1976)
- 17 ottobre - Antonino Mura Ena, scrittore, poeta e pedagogista italiano († 1994)
- 17 ottobre - Svend Olsen, sollevatore danese († 1980)
- 17 ottobre - Hjördis Petterson, attrice svedese († 1988)
- 17 ottobre - Pier Antonio Poggi, militare e politico italiano († 1940)
- 17 ottobre - Red Rolfe, giocatore di baseball, allenatore di baseball e allenatore di pallacanestro statunitense († 1969)
- 17 ottobre - Andrej Uršič, editore, giornalista e politico sloveno († 1948)
- 17 ottobre - Jan Hendrik Waszink, latinista olandese († 1990)
- 18 ottobre - Luis Franco Cascón, vescovo cattolico spagnolo († 1984)
- 18 ottobre - Marin Ghica, militare e aviatore rumeno († 1943)
- 18 ottobre - Nikolaj Petrovič Kamanin, aviatore e generale sovietico († 1982)
- 19 ottobre - Ángel Lulio Cabrera, botanico spagnolo († 1999)
- 19 ottobre - Tullio De Prato, aviatore e militare italiano († 1981)
- 19 ottobre - Henri Garnier, ciclista su strada belga († 2003)
- 20 ottobre - Bruno Castagna, militare italiano († 1942)
- 20 ottobre - Vittorio Granchi, pittore e restauratore italiano († 1992)
- 20 ottobre - Juzė Jazbutienė, cestista e velocista lituana († 2005)
- 20 ottobre - Mona May Karff, scacchista statunitense († 1998)
- 20 ottobre - Walter Negroni, calciatore italiano († 1996)
- 20 ottobre - Martin Pfeffer, alpinista e architetto tedesco († 1937)
- 20 ottobre - Henry Winneke, giudice e politico australiano († 1985)
- 21 ottobre - Pierre Dux, attore e regista francese († 1990)
- 21 ottobre - Jorge Oteiza, scultore, saggista e poeta spagnolo († 2003)
- 21 ottobre - Alexander Schneider, violinista, direttore d'orchestra e docente russo († 1993)
- 21 ottobre - Wilopo, politico indonesiano († 1981)
- 22 ottobre - José Escobar Saliente, fumettista spagnolo († 1994)
- 22 ottobre - Emanuel von und zu Liechtenstein, principe liechtensteinese († 1987)
- 22 ottobre - Helmut Schäfer, sollevatore tedesco († 1994)
- 22 ottobre - John Zaremba, attore statunitense († 1986)
- 23 ottobre - Juan Botasso, calciatore argentino († 1950)
- 23 ottobre - František Douda, pesista e discobolo cecoslovacco († 1990)
- 23 ottobre - Il'ja Michajlovič Frank, fisico sovietico († 1990)
- 23 ottobre - Sally O'Neil, attrice statunitense († 1968)
- 23 ottobre - Elek Schwartz, allenatore di calcio e calciatore rumeno († 2000)
- 23 ottobre - Anna Ter-Avetikian, architetta armena († 2013)
- 24 ottobre - Titus Burckhardt, filosofo svizzero († 1984)
- 24 ottobre - Aleksej Michajlovič Isaev, ingegnere sovietico († 1971)
- 24 ottobre - Antonio Nicotra, attore italiano († 2002)
- 24 ottobre - Leon Suryn, militare e aviatore polacco († 1985)
- 24 ottobre - John Tuzo Wilson, geologo e geofisico canadese († 1993)
- 25 ottobre - Antonio Canepa, militare, politico e politologo italiano († 1945)
- 25 ottobre - Adílio Da Ronch, brasiliano († 1924)
- 25 ottobre - Carmen Dillon, scenografa britannica († 2000)
- 25 ottobre - Gotthard Handrick, pentatleta e aviatore tedesco († 1978)
- 25 ottobre - Polly Ann Young, attrice statunitense († 1997)
- 26 ottobre - Fred Graham, attore e stuntman statunitense († 1979)
- 26 ottobre - Richard Häussler, attore e regista tedesco († 1964)
- 26 ottobre - Miguel Otero Silva, poeta venezuelano († 1985)
- 26 ottobre - Boris Smirnov, attore sovietico († 1982)
- 26 ottobre - Arnold Štauvers, calciatore lettone († 1984)
- 27 ottobre - James M. Aitken, scacchista scozzese († 1983)
- 27 ottobre - Giannina Cattaneo Petrini, politica italiana († 2008)
- 27 ottobre - George Feyer, pianista ungherese († 2001)
- 27 ottobre - Lee Krasner, pittrice statunitense († 1984)
- 27 ottobre - Ferruccio Martinelli, compositore e arrangiatore italiano († 1989)
- 27 ottobre - Willy Osterrieth, schermidore belga († 1931)
- 27 ottobre - Abner Rossi, violoncellista, chitarrista e compositore italiano († 1987)
- 27 ottobre - Amedeo Rotondi, scrittore e filosofo italiano († 1999)
- 28 ottobre - Mameli Barbara, disegnatore italiano († 2001)
- 28 ottobre - Francesco Biffi, militare italiano († 1937)
- 28 ottobre - Alessandro Calanchi, calciatore italiano († 1943)
- 28 ottobre - Arturo Frondizi, politico argentino († 1995)
- 28 ottobre - Louis Gobet, calciatore svizzero († 1995)
- 28 ottobre - Albert Maltz, scrittore e drammaturgo statunitense († 1985)
- 29 ottobre - Mario Trabucchi, militare e aviatore italiano († 1942)
- 30 ottobre - Patsy Montana, cantante statunitense († 1996)
- 30 ottobre - Franco Margola, compositore italiano († 1992)
- 30 ottobre - Dmitrij Fëdorovič Ustinov, politico e generale sovietico († 1984)
- 30 ottobre - Ayşe Afet İnan, antropologa e storica turca († 1985)
- 31 ottobre - Baek Du-jin, politico sudcoreano († 1993)
- 31 ottobre - Alessandro Bonetti, calciatore italiano († 1977)
- 31 ottobre - Rudolf Bürger, calciatore e allenatore di calcio rumeno († 1980)
- 31 ottobre - Muriel Duckworth, attivista canadese († 2009)
- 31 ottobre - Quinto Martini, scultore, pittore e poeta italiano († 1990)